# Lillings Ambo
Lillings Ambo est une paroisse civile du Yorkshire du Nord, en Angleterre.